# Малосемёновское муниципальное образование
Малосемёновское муниципальное образование — муниципальное образование со статусом сельского поселения в составе Балашовского района Саратовской области. Административный центр — село Малая Семёновка. На территории поселения находятся 3 населённых пункта — 3 села .

## Население
| 2010  | 2011  | 2012  | 2013  | 2014  | 2015  | 2016  |
| ----- | ----- | ----- | ----- | ----- | ----- | ----- |
| 1235  | ↘1234 | ↘1219 | ↘1183 | ↘1169 | ↘1164 | ↘1146 |
| 2017  | 2018  | 2019  | 2020  | 2021  | 2025  |       |
| ↘1143 | ↘1119 | ↘1106 | ↘1071 | ↘1039 | ↘940  |       |

## Населённые пункты
- село Малая Семёновка — административный центр;
- село Березовка;
- село Гусевка.

Главой поселения является Пащенко Николай Всеволодович.